# Krizolepis
Krizolepis (lat. Chrysolepis), biljni rod iz porodice bukovki s pacifičke obale Sjeverne Amerike (SAD). Priznate su dvije vrste.

## Vrste
1. Chrysolepis chrysophylla (Douglas ex Hook.) Hjelmq.
2. Chrysolepis sempervirens (Kellogg) Hjelmq.